# Дом Советов (Нижний Новгород)
Дом Советов — административное здание в Нижнем Новгороде, в котором размещается администрация города и городская дума. Расположено по адресу Кремль, корп. 5.
Чтобы освободить площадку для строительства нового административного здания, в 1929 году разобрали Спасский собор. Построен в 1929—1931 годах. Стал вторым Домом Советов в стране.
Архитектор — Александр Зиновьевич Гринберг. Является одним из ярких примеров конструктивизма в городе и стране.
Из большинства помещений здания открывается прекрасный вид на реку Волгу и кремлёвский Губернаторский сад.